# NGC 1021
NGC 1021 је спирална галаксија у сазвежђу Кит која се налази на NGC листи објеката дубоког неба.
Деклинација објекта је + 2° 13' 2" а ректасцензија 2h 38m 47,9s. Привидна величина (магнитуда) објекта NGC 1021 износи 14,3 а фотографска магнитуда 15,1. NGC 1021 је још познат и под ознакама CGCG 388-84, PGC 10027.